# Jonsbu
Jonsbu est une station de chasse et de radio norvégienne (Jonsbu Radio/LMW) située sur la côte du Groenland oriental, en Terre du roi Christian X.
Administrativement, la zone où se trouve Jonsbu appartient au parc national du Nord-Est du Groenland.
Le site est situé dans le sud de Hochstetter Foreland, sur le côté ouest de la baie Peters, au nord-est de l'embouchure du fjord Ardencaple, à environ 15 km du cap Klinkerfues. 

## Histoire
La station est construite en 1932 lors de l'expédition de John Giæver, à environ 15 km au nord-est de l'embouchure du fjord d'Ardencaple. Elle est baptisée « Jónsbú » en hommage au journaliste norvégien John Schjelderup Giæver (1901-1970), qui vécut comme chasseur et trappeur dans l'est du Groenland de 1929 à 1934. Elle était également connue sous le nom de « Norsk Petersbugt Station ».
Avec Myggbukta (en), ainsi que Storfjord, Torgilsbu (en) et Finnsbu (en) plus au sud, Jonsbu fait partie de la contribution norvégienne à l'Année polaire internationale 1932-1933. 
La station d'origine est incendiée en août 1943, pendant la Seconde Guerre mondiale, lors d'une attaque du patrouilleur groenlandais USCGC Northland. Ce dernier détruit la station afin d'empêcher l'utilisation de ses installations par l'armée du Troisième Reich.
En 1948, bien après la fin de la guerre, la nouvelle station de Jónsbú est construite à un nouvel emplacement au sud de la baie Peters, de l'autre côté du fjord d'Ardencaple, à l'embouchure du Kildedal par 75°14.8′N 20°52.6′O. Afin de différencier les deux sites, les ruines de l'ancienne Jonsbu sont également appelées « Gamle Jonsbu » (Vieux Jonsbu) — bien que le nom officiel de « station de Jónsbú » lui soit toujours appliqué. La nouvelle est nommée « Ny Jonsbu ».